# James Maryanski

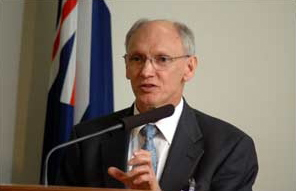
James Maryanski (2005)

James Maryanski (geb. vor 1986) ist ein US-amerikanischer Mikrobiologe. 
Er war von 1986 bis 2006 Leiter der Biotechabteilung der FDA, die für die Lebensmittelüberwachung und Arzneimittelzulassung in den USA verantwortlich ist. In seine Amtszeit fielen die ersten Zulassungen für GVO wie die der Flavr-Savr-Tomate, Bt-Mais und RoundupReady-Pflanzen.
Er prägte den Grundsatz, dass gentechnisch veränderte Pflanzen unbedenklich seien, da sie ausschließlich naturidentische Proteine produzieren würden (substantiellen Äquivalenz).